# Guy-Michel Landel
Pour les articles homonymes, voir Landel.
Guy-Michel Landel est un footballeur international guinéen, né le 7 juillet 1990 à Conakry. Il évolue au poste de milieu relayeur au Bandirmaspor, en Turquie.

## Biographie

### En club
Lors de la saison 2013-2014, il inscrit neuf buts en deuxième division turque avec le club d'Orduspor.
Le 7 mars 2015, il inscrit avec Gençlerbirliği un doublé en première division turque, sur la pelouse du Kayseri Erciyesspor.

### En équipe nationale
Il joue son premier match en équipe de Guinée le 16 juin 2013, contre le Zimbabwe. Ce match gagné 1-0 rentre dans le cadre des éliminatoires du mondial 2014.
Il inscrit son premier but en équipe de Guinée le 25 mai 2014, en amical contre le Mali (victoire 1-2). Il marque son deuxième but avec le Mali le 4 septembre 2016, contre le Zimbabwe. Ce match gagné 1-0 rentre dans le cadre des qualifications à la Coupe d'Afrique des nations 2017.

## Statistiques
| Saison                | Club                  | Championnat           | Championnat | Championnat | Coupe nationale | Coupe nationale | Coupe de la Ligue | Coupe de la Ligue | Compétition(s) continentale(s) | Compétition(s) continentale(s) | Compétition(s) continentale(s) | Guinée | Guinée | Total | Total |
| Saison                | Club                  | Division              | M.          | B.          | M.              | B.              | M.                | B.                | Comp.                          | M.                             | B.                             | M.     | B.     | M.    | B.    |
| 2009-2010             | Le Mans FC            | Ligue 1               | 1           | 0           | 1               | 0               | 0                 | 0                 | -                              | -                              | -                              | -      | -      | 2     | 0     |
| 2010-2011             | Le Mans FC            | Ligue 2               | 0           | 0           | 0               | 0               | 0                 | 0                 | -                              | -                              | -                              | -      | -      | 0     | 0     |
| 2011-2012             | Le Mans FC            | Ligue 2               | 0           | 0           | 0               | 0               | 0                 | 0                 | -                              | -                              | -                              | -      | -      | 0     | 0     |
| 2012-2013             | Le Mans FC            | Ligue 2               | 12          | 1           | 0               | 0               | 0                 | 0                 | -                              | -                              | -                              | 1      | 0      | 13    | 1     |
| 2013-2014             | Orduspor              | 1. Lig                | 37          | 9           | 0               | 0               | 0                 | 0                 | -                              | -                              | -                              | 2      | 1      | 39    | 10    |
| 2014-2015             | Orduspor              | 1. Lig                | 11          | 1           | 0               | 0               | 0                 | 0                 | -                              | -                              | -                              | 1      | 0      | 12    | 1     |
| 2014-2015             | Gençlerbirliği SK     | Süper Lig             | 14          | 2           | 3               | 1               | 0                 | 0                 | -                              | -                              | -                              | 1      | 0      | 18    | 3     |
| 2015-2016             | Gençlerbirliği SK     | Süper Lig             | 21          | 0           | 0               | 0               | 0                 | 0                 | -                              | -                              | -                              | 2      | 0      | 23    | 0     |
| 2016-2017             | Gençlerbirliği SK     | Süper Lig             | 12          | 1           | 1               | 0               | 0                 | 0                 | -                              | -                              | -                              | 3      | 1      | 16    | 2     |
| 2016-2017             | Alanyaspor            | Süper Lig             | 3           | 0           | 0               | 0               | 0                 | 0                 | -                              | -                              | -                              | -      | -      | 3     | 0     |
| Total sur la carrière | Total sur la carrière | Total sur la carrière | 111         | 14          | 5               | 1               | 0                 | 0                 | -                              | -                              | -                              | 10     | 2      | 126   | 17    |